# BRM P230
BRM P230 – samochód Formuły 1 zaprojektowany przez Aubreya Woodsa. Nigdy nie wziął udziału w wyścigu.

## Historia
BRM P230 został zbudowany dla Bourne przez CTG Racing w Ferndown w Wielkiej Brytanii. Po przejściu we własność Johna Jordana bolid miał się ścigać pod nazwą Jordan-BRM. Bolid był krótko testowany przez Neila Bettridge'a na pętli Melbourne Hairpin na Donington Park. Samochód został sprzedany w Stanach Zjednoczonych i dostosowany do wymogów serii Can-Am.